# Elvis Martínez (cantante)
Elvis Martínez González (San Francisco de Macorís, 15 de marzo del 1995) es un músico, compositor y guitarrista dominicano del género Bachata conocido popularmente como "El Camarón".

## Trayectoria
Hijo de Juan Mateo Martínez e Hidalia González, creció en una familia pobre con doce hermanos. De niño trabajó como limpiabotas y luego como asistente de panadería, entre otros trabajos que tuvo que realizar para ayudar en casa. Esto le impidió terminar la escuela. Se mudó a Nueva York a principios de los 90. Allí conoció a Lenny Santos, uno de los miembros del grupo que pronto se conoció como Aventura, Santos le enseñó a Martínez a tocar la guitarra.
A mediados de los años 1990, Martínez firmó con el sello Premium Latín Music y lanzó su álbum debut en solitario "Todo Se Paga" en 1998. El álbum fue producido por Lenny Santos, resultó popular y tuvo un gran éxito de crítica, ganando un premio ACE en la categoría de Revelación del Año (otorgado por la Asociación de Cronistas de Espectáculos de Nueva York). Este álbum contenía éxitos como "Así Fue" y "Me Seguirás Buscando".
Lanzó su segundo álbum de estudio "Directo Al Corazón" en 1999, este álbum también tuvo un buen desempeño comercial, generando éxitos como "Bailando Con Él", "Tú Sabes Bien" y "Directo Al Corazón". Lanzó tres álbumes adicionales en Premium Latin Music: "Tres Palabras" (2002), "Así Te Amo" (2003) y "Descontrolado" (2004) y disfrutó de un mayor éxito; "Así Te Amo" ganó un premio Casandra (Premio Soberano) en 2004 a la Mejor Canción del Año. Esta canción forma parte de la banda sonora de la película Qué León, producida por Frank Perozo. Martínez también fue nominado a un premio Premio Lo Nuestro en 2004 como Mejor Artista Tropical Tradicional.
Posteriormente, Martínez dejó Premium Latin Music y se fue a Univision Records donde lanzó "Yo Soy Más Grande Que Él" (2005). Su álbum más vendido hasta la fecha, Yo Soy Más Grande Que Él contó con los exitosos sencillos "Tu Traición" y "Yo No Nací Para Amar". Sin embargo, la asociación con Univisión duró poco, ya que Martínez cambió de sello una vez más y pasó a Universal Music Group donde lanzó La Luz de Mis Ojos (2007), que dio lugar al exitoso sencillo "Lento y Suave".  En 2011 sufrió la pérdida de uno de sus hermanos durante unos disturbios en su localidad natal. Luego regresó a su primer sello Premium Latin Music y lanzó "Esperanza" en 2012.
En 2018, ofreció un concierto en el United Palace, en Nueva York, por sus 20 años de trayectoria musical. También se presentó en el Gran Teatro del Cibao. Martínez colaboró en la canción Millonario en el álbum de Romeo Santos "Utopía" (2019). La canción fue producida por Lenny Santos. A mediados de marzo de 2021, Martínez y Prince Royce lanzaron la canción «Veterana» que fue descrito por la crítica como un «himno para la mujer».

## Discografía

### Álbumes de estudio
- 1998: Todo Se Paga
- 1999: Directo Al Corazón
- 2002: Tres Palabras
- 2003: Así Te Amo
- 2004: Descontrolado
- 2005: Yo Soy Más Grande Que Él
- 2007: La Luz De Mis Ojos
- 2012: Esperanza
- 2019: Yo Vivo Por Ti[10]
- 2022: Bachata En Vivo, Vol. 1
- 2022: Mi Muchachita (2022)

### Live albums
- Bachata En Vivo, Vol. 1 (2022)
- Bachata En Vivo, Vol. 2 (2023)
- Bachata En Vivo, Vol. 3 (2024)

### Álbumes compilatorios
- 2001: Toda Una Aventura (con Aventura).[11]
- 2005: La Historia de Elvis Martínez
- 2006: Grandes Éxitos (con Aventura)

## Premios y nominaciones

### CableACE Award
| Año  | Trabajo      | Categoría          | Resultado | Ref    |
| ---- | ------------ | ------------------ | --------- | ------ |
| 1998 | Todo Se Paga | Revelación del año | Ganador   | [ 12 ] |

### Premio Lo Nuestro
| Año  | Trabajo | Categoría              | Resultado | Ref    |
| ---- | ------- | ---------------------- | --------- | ------ |
| 2004 | -       | Mejor Artista Tropical | Nominado  | [ 12 ] |

### Premios Soberano
| Año  | Trabajo              | Categoría                 | Resultado | Ref    |
| ---- | -------------------- | ------------------------- | --------- | ------ |
| 2004 | «Así Te Amo»         | Mejor Canción del Año     | Ganador   | [ 12 ] |
| 2021 | «Millonario»         | Colaboración del Año 2019 | Ganador   | [ 13 ] |
| 2021 | -                    | Bachatero del Año         | Ganador   | [ 13 ] |
| 2021 | -                    | Concierto del Año         | Ganador   | [ 13 ] |
| 2021 | «El placer del sexo» | Bachata del Año           | Ganador   | [ 13 ] |

### Otros reconocimientos
- Latin Awards Canada 2018: Premio a La trayectoria artística por sus 20 años en el arte[14]